# Петипа, Мария Мариусовна
Мари́я Ма́риусовна Петипа́ (17 [29] октября 1857, Санкт-Петербург — 16 января 1930, Париж) — русская артистка балета, характерная солистка Мариинского театра, балетный педагог; дочь Мариуса Петипа́ и Марии Суровщиковой. Первая исполнительница партии феи Сирени в балете Петра Чайковского «Спящая красавица» (1890). Заслуженная артистка Императорских театров (1901).

## Биография
Мария Петипа родилась в семье солистов петербургской императорской труппы. Театральная атмосфера и закулисная жизнь окружали её с раннего детства. Начала учиться классическому танцу у своих родителей, затем была принята в Санкт-Петербургское театральное училище, где её педагогом стал Христиан Иогансон.
В 1869 году, когда девочке было двенадцать лет, её родители расстались. Мать, оставив балетную карьеру, перешла на положение драматической актрисы в Александринский театр, в то время как отец стал главным балетмейстером петербургской балетной труппы, выступавшей главным образом сначала в Большом (Каменном) театре, а затем в Мариинском.
После выпуска в 1875 году, в возрасте семнадцати лет, Мария была принята в балетную труппу императорского театра. В том же году она дебютировала в главной партии в балете «Голубая георгина», поставленном в 1860 году отцом для её матери. Впоследствии она танцевала как в старых балетах отца, так и в партиях, созданных специально для неё.
Начав карьеру как классическая солистка, Мария Петипа вскоре перешла на амплуа хара́ктерной танцовщицы, на 30 лет заняв ведущее положение в труппе в этом качестве. Критика отмечала, что танцовщица не была сильна в классических исполнениях, но в характерных танцах у неё не было соперниц. Этому способствовали и её природные данные: эффектная внешность и темперамент. «Она танцовала больше руками и преимущественно стреляла глазами. Весёлая по природе, красивая артистка с постоянно приятною и симпатичною улыбкою была всегда очень оживлена и энергична на сцене», — писал о ней Сергей Худеков в своей «Истории танцев». Петипа с равной увлеченностью и энергией танцевала венгерские, испанские, цыганские, русские и прочие национальные танцы как в балетах, так и в оперных дивертисментах — выступая порой по 100 раз в сезон. В её сценической карьере бывали случаи, когда единственные аплодисменты в оперных спектаклях выпадали на долю её танцев. «Счастливая „сценическая судьба“, прекрасная фигура, поддержка знаменитого отца сделали её незаменимою исполнительницей характерных танцев, перворазрядною балериной, разнообразной в своём репертуаре. [….] всегда очаровательная, темпераментная, красочная», — писал о ней в «Материалах по истории русского балета» Михаил Борисоглебский.
В 1897, 1903 и 1904 годах она гастролировала в Париже, в 1899 и 1901 — в Будапеште. Будучи гражданской женой и постоянной партнёршей по сцене танцовщика Сергея Легата (1875—1905), в 1902—1903 годах вместе с ним гастролировала в Вене, Париже, Монте-Карло, Будапеште с характерными танцами и комедийными номерами.
В 1905 году, в возрасте 29 лет, Сергей покончил с собой из-за событий, вызванных забастовкой артистов во время революции 1905 года. В 1907 году Мария Петипа окончила свою сценическую карьеру, однако до 1912 года эпизодически выступала в концертах как в Мариинском, так и в частных театрах.
15 сентября 1907 года в Париже 49-летняя Мария Петипа вышла замуж за 30-летнего французского инженера Павла Жирара.
В 1926 году эмигрировала во Францию. В Париже, на родине отца и деда, она получила Орден Академических пальм — награду Франции за заслуги в образовании, науке и культуры.
Умерла в Париже в 1930 году в результате тяжелой болезни: как писалось, «после двух ударов паралича и буйного помешательства».
Сергей Худеков отмечал, что среди балетных артисток своего времени Мария Петипа оставила после себя самое большое количество фотографий.
- Сын (внебрачный) — Фёдор (р. 4.01.1877). Его отец — Дмитрий Федорович Трепов, генерал-майор Свиты. Его усыновил барон Христофор Платонович фон Дерфельден (1851—1909), флигель-адъютант императрицы Марии Федоровны, с которым Мария Мариусовна «тайно обвенчалась в Париже». На основании прошения Х. П. Дерфельдена, сын Марии Петипа получил имя Федор Христофорович Платонов[8][9].

## Репертуар
Среди наиболее любимых партий артистка называла лезгинку в опере «Руслан и Людмила», мазурку в сцене бала оперы «Жизнь за царя» и испанский танец в опере «Кармен». Она была первой исполнительницей партий Феи Сирени в «Спящей красавице» П. И. Чайковского (1890) и Марии в «Привале кавалерии» И. И. Армсгеймера (1896) — балете, который Мариус Петипа поставил специально для неё.
Среди других ролей: Низия («Царь Кандавл» на музыку Пуни, 1891), Катти («Маркитантка» на музыку Пуни). Исполняла танцы: венгерский («Лебединое озеро» и «Коппелия»), бедуинский («Зорайя»), испанский («Раймонда»), итальянский («Наяда и рыбак»), польский (опера Глинки «Жизнь за царя»).